# Mary Rich
Mary Rich, Countess of Warwick, född 1625, död 1678, var en anglo-irländsk adelskvinna. 
Hon är känd för den dagbok hon förde 1665-1677, som ses som ett historiskt dokument och har blivit publicerad. 